# Phare de 68th Street Crib
Le phare de 68th Street Crib (en anglais : 68th Street Crib Light), est un phare privé situé sur le lac Michigan face à la ville de Chicago dans l'État de l'Illinois, aux États-Unis.

## Historique
La ville de Chicago, après avoir tiré son eau potable de la rivière Chicago qui est devenu très pollué, a dû créer des prises d'eau potable dans le lac.
le 68th Street Crib a été construit en 1898 à environ 5 km de l'entrée du port de Chicago. Toujours en service il est géré par le Chicago Department of Water Management. 

## Description
Le phare est une tour métallique hexagonale à claire-voie de 15 m de haut, avec galerie et lanterne. Le phare est peint en bleu et le toit de la lanterne est gris argenté.
Il émet, à une hauteur focale de 20 m, un flash rouge de 0.5 seconde par période de 3 secondes. Sa portée n'est pas connue.
Identifiant : ARLHS : USA-1090 ; USCG :  7-19870.

### Lien connexe
- Liste des phares de l'Illinois